# Deutsche Jungenschaft

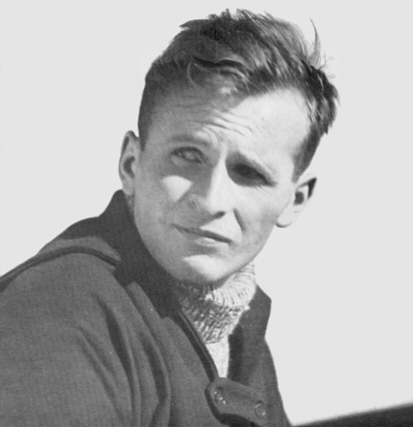
Eberhard Köbel

Deutsche Jungenschaft vom 1.11.1929, nazwa skrótowa: „dj 1.11.” – stowarzyszenie młodzieży wywodzące się z Ruchu Młodzieży Niemieckiej, założone przez Eberharda Köbela 1 listopada 1929 roku. Deutsche Jungenschaft odłączyła się od ugrupowania Deutsche Freischar na skutek nieporozumień w sprawie kursu organizacji.
Grupa „dj 1.11" miała znaczący wpływ na członków ugrupowania opozycyjnego „Biała Róża” w nazistowskich Niemczech, które nawoływało do aktywnego sprzeciwu względem dyktatorskiego reżimu Adolfa Hitlera.